# 劉太后 (後晉憲祖)
劉太后，真名失考（？－942年），為中國古代後晉皇族女性，後晉憲祖妾，後晉高祖庶母。
劉氏事蹟不詳，僅知在天福二年（937年）三月，後晉高祖尊庶母劉氏為太妃，高祖以宗廟未立為由，只尊太妃不加皇字。天福七年（942年）五月，高祖病重，下詔尊劉太妃為皇太妃，但還來不及上冊寶，高祖便駕崩。高祖崩後，姪石重貴即位，是為後晉出帝，並在同年五月乙巳，尊劉皇太妃為皇太后。
天福七年秋七月壬辰，劉氏崩逝，遺詔不得以后禮下葬、皇帝不得廢軍國機務等等。同年八月庚午，葬劉氏於魏縣秦固村。

## 記載出入
- 舊五代史/卷80中，稱劉氏為皇太后：「五月乙巳，尊皇太妃劉氏為皇太后。」
- 舊五代史/卷81中，卻稱劉氏為太皇太后：「......天福七年秋七月壬辰，太皇太后劉氏崩，高祖之庶母也。......」
- 新五代史/晉本紀第9 出帝卷，只稱劉氏為皇祖母：「天福七年秋七月壬辰，皇祖母劉氏崩，輟視朝三日。......八月......庚午，葬皇祖母於魏縣」
- 新五代史/晉本紀第9 出帝卷中，又有段記載：「（天福）......秋七月甲午，冊皇太后......」，由於記載不詳，因此無法得知是否是追尊劉氏為皇太后，或是尊冊其他女性為皇太后。